# Abierto de Estados Unidos 1977
El Abierto de Estados Unidos 1977 es un torneo de tenis disputado en superficie dura, siendo el cuarto y último torneo del Grand Slam del año.

## Finales

### Senior

#### Individuales masculinos[1]
Guillermo Vilas vence a  Jimmy Connors, 2–6, 6–3, 7–6(4), 6–0

#### Individuales femeninos[2]
Chris Evert vence a  Wendy Turnbull, 7–6, 6–2

#### Dobles masculinos[3]
Bob Hewitt /  Frew McMillan vencen a  Brian Gottfried /  Raúl Ramírez, 6–4, 6–0

#### Dobles femeninos[4]
Martina Navrátilová /  Betty Stöve vencen a  Renee Richards /  Betty-Ann Stuart, 6–1, 7–6

#### Dobles mixto[5]
Betty Stöve /  Frew McMillan vencen a  Billie Jean King /  Vitas Gerulaitis, 6–2, 3–6, 6–3

### Junior[6]

#### Individuales masculinos
Van Winitsky vence a  Eliot Teltscher, 6-4, 6-4

#### Individuales femeninos
Claudia Casabianca vence a  Lea Antonopolis, 6-3, 2-6, 6-2

#### Dobles masculinos
El torneo comenzó en 1982.

#### Dobles femeninos
El torneo comenzó en 1982.